# Dolomitas de Feltre e de Pale de São Martinho
As Dolomitas de Feltre e de Pale de São Martinho (em italiano:  Dolomiti di Feltre e delle Pale di San Martino) é um maciço montanhoso que se encontra na região de Trentino-Alto Adige e Véneto da província de Verona na  Itália. O ponto mais alto é o Vezzana com 3.192 m. O nome provêm da localidade de Feltre e de San Martino di Castrozza.
Segundo algumas fontes a região do Pale di San Martino teria inspirado o escritor Dino Buzzati para o seu romance  O Deserto dos Tártaros Il Deserto dei Tartari.

## Localização
As Dolomitas de Feltre e de Pale de São Martinho têm a Sul os Pré-Alpes de Belluno dos Pré-Alpes Vénetos, a da mesma secção alpina têm a Norte as Dolomitas de Gardena e de Fassa, a Leste as Dolomitas de Zoldo, e a Oeste as Dolomitas de Fiemme.

## SOIUSA
A Subdivisão Orográfica Internacional Unificada do Sistema Alpino (SOIUSA) dividiu os Alpes em duas grandes Partes: Alpes Ocidentais e Alpes Orientais, separados pela linha formada pelo  Rio Reno - Passo de Spluga - Lago de Como - Lago de Lecco.
A secção das Cordilheira das Dolomitas é formada pelos Dolomitas de Sesto, de Braies e de Ampezzo, Dolomitas de Zoldo, Dolomitas de Gardena e de Fassa, Dolomitas de Feltre e de Pale de São Martinho, e Dolomitas de Fiemme.

### Classificação  SOIUSA
Segundo a SOIUSA este acidente geográfico é uma Sub-secção alpina com as seguintes características:
- Parte = Alpes Orientais
- Grande sector alpino = Alpes Orientais-Sul
- Secção alpina = Cordilheira das Dolomitas
- Sub-secção alpina =  Dolomitas de Feltre e de Pale de São Martinho
- Código = II/C-31.IV

## Imagens

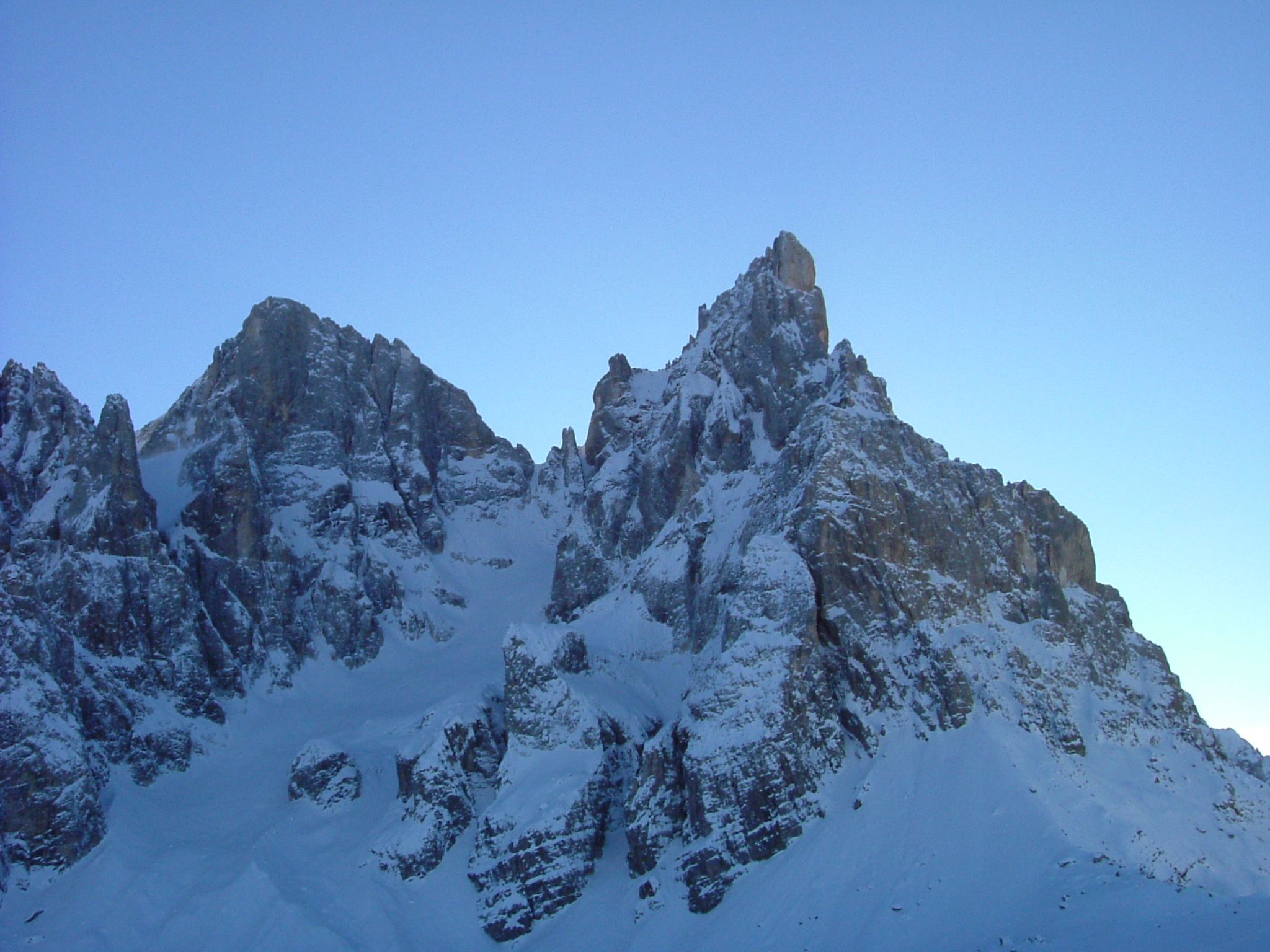
O Vezzana à esq. e o Cimon de la Pale à Dir.